# Copa Interclubes Kagame 2006
La Copa Interclubes Kagame 2006 fue la 32.ª edición de este torneo de fútbol a nivel de clubees de África organizado por la CECAFA y que contó con la participación de 14 equipos representantes de África Central y África Oriental, 4 equipos más que en la edición anterior.
El Police FC de Uganda venció al Moro United de Tanzania en la final disputada en Tanzania para ganar el título por primera vez y el segundo de manera consecutiva para los equipos de Uganda, mientras que el Villa SC, campeón de la edición anterior, fue eliminado en los cuartos de final.

## Fase de grupos

### Grupo A
| Young Africans SC | 0-0 | Saint-George SA   |
| Ulinzi Stars      | 2-1 | Polisi Zanzíbar   |
| Saint-George SA   | 3-1 | Ulinzi Stars      |
| AS Inter Star     | 2-0 | Polisi Zanzíbar   |
| Ulinzi Stars      | 1-0 | AS Inter Star     |
| Polisi Zanzíbar   | 0-1 | Young Africans SC |
| Saint-George SA   | 1-0 | Polisi Zanzíbar   |
| Young Africans SC | 2-1 | AS Inter Star     |
| Saint-George SA   | 1-0 | AS Inter Star     |
| Young Africans SC | 3-1 | Ulinzi Stars      |

| Club              | G | E | P | GF | GC | Pts |
| ----------------- | - | - | - | -- | -- | --- |
| Young Africans SC | 3 | 1 | 0 | 6  | 2  | 10  |
| Saint-George SA   | 3 | 1 | 0 | 5  | 1  | 10  |
| Ulinzi Stars      | 2 | 0 | 2 | 5  | 7  | 6   |
| AS Inter Star     | 1 | 0 | 3 | 3  | 4  | 3   |
| Polisi Zanzíbar   | 0 | 0 | 4 | 1  | 6  | 0   |

### Grupo B
| Al-Hilal Omdurmán | 6-0 | SID               |
| APR FC            | 1-0 | Police FC         |
| APR FC            | 1-0 | Simba SC          |
| Police FC         | 4-3 | SID               |
| SID               | 0-5 | Simba SC          |
| Police FC         | 3-1 | Al-Hilal Omdurmán |
| SID               | 0-4 | APR FC            |
| Simba SC          | 3-0 | Al-Hilal Omdurmán |
| APR FC            | 2-1 | Al-Hilal Omdurmán |
| Simba SC          | 2-1 | Police FC         |

| Club              | G | E | P | GF | GC | Pts |
| ----------------- | - | - | - | -- | -- | --- |
| APR FC            | 4 | 0 | 0 | 8  | 1  | 12  |
| Simba SC          | 3 | 0 | 1 | 10 | 2  | 9   |
| Police FC         | 2 | 0 | 2 | 8  | 7  | 6   |
| Al-Hilal Omdurmán | 1 | 0 | 3 | 8  | 8  | 3   |
| SID               | 0 | 0 | 4 | 3  | 19 | 0   |

### Grupo C
| Moro United | 0-1 | Villa SC    |
| Elman FC    | 3-2 | Al Tahrir   |
| Villa SC    | 1-1 | Elman FC    |
| Al Tahrir   | 2-3 | Moro United |
| Villa SC    | 2-1 | Al Tahrir   |
| Moro United | 5-0 | Elman FC    |

| Club        | G | E | P | GF | GC | Pts |
| ----------- | - | - | - | -- | -- | --- |
| Villa SC    | 2 | 1 | 0 | 4  | 2  | 7   |
| Moro United | 2 | 0 | 1 | 8  | 3  | 6   |
| Elman FC    | 1 | 1 | 1 | 4  | 8  | 4   |
| Al Tahrir   | 0 | 0 | 3 | 5  | 8  | 0   |

## Cuartos de final
| Equipo 1          | Resultado   | Equipo 2        |
| ----------------- | ----------- | --------------- |
| Villa SC          | 1-1 (1-3 p) | Ulinzi Stars    |
| Young Africans SC | 0-1         | Police FC       |
| APR FC            | 0-0 (4-2 p) | Saint-George SA |
| Simba SC          | 1-2         | Moro United     |

## Semifinales
| Equipo 1     | Resultado | Equipo 2    |
| ------------ | --------- | ----------- |
| Ulinzi Stars | 0-2       | Police FC   |
| APR FC       | 0-2       | Moro United |

## Tercer Lugar
| Equipo 1     | Resultado | Equipo 2 |
| ------------ | --------- | -------- |
| Ulinzi Stars | 0-4       | APR FC   |

## Final
| 28 de mayo de 2006 | Police FC                   | 2:1 (t.e.) | Moro United | National Stadium, Dar es Salaam, Tanzania |  |
|                    | Walusimbi 49' · Mawejje 96' |            | Mrope 68'   |                                           |  |

## Campeón
| Copa Interclubes Kagame 2006 |
| ---------------------------- |
| Bandera de Uganda            |
| Police FC 1º Título          |